# Tudzsong állomás
Tudzsong (Dujeong) állomás a szöuli metró 1-es vonalának állomása Dél-Cshungcshong (Chungcheong) tartomány Cshonan (Cheonan) városában.

## Viszonylatok
| 1-es vonal                                             | 1-es vonal                                                   | 1-es vonal                                  |
| ------------------------------------------------------ | ------------------------------------------------------------ | ------------------------------------------- |
| Csikszan (Jiksan) Szojoszan (Soyosan ) felé            | Kjongbu (Gyeongbu) vonal szakasz személyvonat                | Cshonan (Cheonan) Sincshang (Sinchang) felé |
| 1-es vonal                                             |                                                              |                                             |
| Szonghvan (Seonghwan) Jongszan (Yongsan) és Szöul felé | Kjongbu (Gyeongbu) vonal szakasz piros és zöld expresszvonat | Cshonan (Cheonan) végállomás felé           |
| Korail                                                 |                                                              |                                             |
| Csikszan (Jiksan) Szöul felé                           | Kjongbu (Gyeongbu) vonal                                     | Cshonan (Cheonan) Puszan (Busan) felé       |